# Hooponopono
A Ho'oponopono (ho-o-pono-pono) problémamegoldó módszer egy hawaii eredetű gyógyító művészet, mely a megbocsátás és megbékélés eszközeit használja a változáshoz. Olyan életfilozófia, melynek révén kijavíthatjuk, majd az "isteni" tudatnak átadhatjuk törlésre azokat az emlékeket és programokat, amelyeket örököltünk, és amelyek a tudatalatti elménkben raktározódtak el. A népszerű irodalom szerint a hawaii őslakosok eredetileg úgy alkalmazták a szertartást a hétköznapi életükben, hogy összehívták a nagycsaládokat, mindenki mindenkitől bocsánatot kért, így teremtett az egyén önmagában és a közösségben békességet. A folyamat a vétkek megbánásából, bocsánatkérésből, valamint megváltoztatott szemléletből áll.[forrás?]
A Ho'oponopono hívei szerint minden, ami az életben problémaként jelenik meg, olyan emlék, mentális program, amit ki lehet javítani, jóvá lehet tenni, és így lehetséges törölni. Ily módon egyaránt használható testi, lelki, mentális, érzelmi és szellemi problémák, családi, párkapcsolati vagy közösségi konfliktusok megoldására, hiszen a probléma eredete, mibenléte semleges: lehetőség arra, hogy kijavítsuk, töröljük. Ami a Ho'oponoponót gyakorló személyből törlődik, az törlődik mindenkiből, az őseiből, a családtagjaiból és ismerőseiből. Lényege, hogy a gyakorlat résztvevője közelebb kerül az úgynevezett "isteni ősforráshoz". A problémamegoldó módszer alapja az életünk eseményeinek, a benne szereplő személyek megjelenéséért vállalt 100%-os felelősségvállalás, miszerint bennünk van valami, ami bizonyos helyzeteket és embereket az életünkbe vonz. Az események, helyzetek mindaddig ismétlődnek, amíg más módon nem reagálunk rájuk. 
A Ho'oponopono tanítása a népszerű irodalom szerint a polinéz kultúrából származik, és egyaránt ismert Szamoa, Tahiti és Új-Zéland hagyományaiban.[forrás?] A módszer mai, felgyorsult életritmus közepette is könnyedén alkalmazható, modern változatát Morrnah Nalamaku Simeona hawaii gyógyító dolgozta ki, majd tanítványa, a hawaii pszichológus, Dr. Ihaleakalá Hew Len tette ismertté, Joe Vitale író segítségével. Mára a hagyományból világszerte elterjedt problémamegoldó módszer lett, és milliók alkalmazzák a hétköznapi élet problémáinak megoldására és stresszkezelésre. A Joe Vitale-féle könyv szerint (Joe Vitale közösen írt könyvet Ihaleakala Hew Lennel, bár ezt maga Ihaleakala később többször is tagadta) a sajnálom; kérlek, bocsáss meg nekem; köszönöm; szeretlek szavak egyszerű, de folyamatos ismétlésével elérhető, hogy a módszer gyakorlója a jelenben tartsa magát, elméje ne vigye el a múltba vagy a jövőbe. Így mentesül a stressztől, az aggodalmaktól és a problémákba való beleragadástól. Nem szükséges tehát tanfolyam hozzá, nem kell képzésekre járni, hiszen a módszer nélküli eljárás annyira egyszerű, hogy bárki magáévá teheti a szükséges hozzáállást, miközben a négy rövid gondolatot ismételgeti.  
Mabel Katz békenagykövet, Dr. Hew Len tanítványa szerint a módszer alkalmazásának legfőbb eleme a 100%-os felelősségvállalás, vagyis annak a felismerése és elfogadása, hogy mindent, ami az életünkben történik, mi vonzunk be: kérlek, bocsásd meg, bármi is az, ami bennem van, ami a problémát létrehozta és az életembe vonzotta. Mabel Katz egyik könyvében ezt írja: "A tisztításban továbblépni és előbbre jutni egyetlen módon lehetséges, hogy újra és újra elvégezzük a tanfolyamot, újra meghallgatjuk az anyagokat (CD, sorozatok, hangfelvételek), annyiszor, ahányszor csak tudjuk, és megtaláljuk a módját, hogy emlékeztessük magunkat a gyakorlásra, gyakorlásra és gyakorlásra." Erre azért van szükség, mert a tisztítandó, törlendő hibás emlékek a tudatalatti elménkben folyamatosan pörögnek, és a tudatos elme számára ismeretlen, hogy egy-egy emléket mikor töröl az Istenség.  
A Ho'oponopono hawaii eredetű szó, jelentése: hibát kijavítani, helyrehozni.[forrás?]

## Eredete
A módszer hawaii eredetű, múltja nem ismert, de a népszerű irodalom a következőként írja le: a ho'oponopono ősi változata szerint az egész családnak jelen kellett lenni a megbocsátó szertartáson, és mindenkinek egyenként bocsánatot kellett kérnie a másiktól, mindaddig, amíg a teljes felszabadulás állapota el nem érkezett. Ma már az egyén önállóan, teljesen egyedül is hatékonyan gyakorolhatja a problémamegoldásnak ezt az egyszerű eljárását.  A Dr. Diethard Stelzl: Ho'oponopono – Gyógyítás szeretettel: A zavarlehetőségek megszüntetésének hatékony hawaii módszere. könyv alapján: a ho'o jelentése: "csinálni, végezni, kezdeményezni", pono pedig : "tökéletesen rendben lenni, eggyé válni az egyetemes renddel és az ősforrással" (akua).[forrás?]
A Hooponopono tehát magába foglalja az alábbiakat:
- valamit újra rendbe hozni
- kijavítani egy hibát
- helyreállítani az isteni rendet
- a dolgokat egyesíteni isteni mivoltukkal
- az ártalmas emlékektől megszabadulni, hogy az isteni inspiráció megérkezhessen az életünkbe

Mint ahogy egyetlen módszert, művészetet, eljárást sem alkalmaz minden egyes lakos egyetlen kultúrában, országban sem, így Hawaii-on sem mindenki ismerte és ismeri a Ho'oponoponot. 
[forrás?]

## Kapcsolódó könyvek
- Dr. Diethard Stelzl: Ho'oponopono – Gyógyítás szeretettel: A zavarlehetőségek megszüntetésének hatékony hawaii módszere. Bioenergetic Kiadó Kft. 2012. 256 oldal. ISBN 9789632911489

- Katz, Mabel: Az élet legkönnyebb útja (Suerte Bt., 2012) ISBN 978-963-08-3632-6
- Katz, Mabel: Felnőni a legkönnyebb úton (Suerte Bt., 2013) ISBN 978-96308-4589-2
- Katz, Mabel: Elmélkedéseim a Ho'oponoponoról (Suerte Bt., 2015) ISBN 978-963-12-2589-1
- Vitale, Joe – Hew Len, Ihaleakala Dr.: Hoponoponó (Agykontroll Kft.) ISBN 978 963 7491 26 9
- Katz, Mabel: Maluhia, a boldog város. A Ho'oponopono alapján. (Suerte Bt., 2017) ISBN 978-963-12-9597-9
- Móra Klára: MEGÉRTEM. Ho'oponopono, az életem (Suerte Bt., 2020) ISBN 978-615-00-7704-8
- Móra Klára: FELÉRTEM. Ho'oponopono, az életem 2 (Suerte Bt., 2021) ISBN 978-615-81857-0-7